# فلیکس اشتاینر
فلیکس مارتین یولیوس اشتاینر (به آلمانی: Felix Steiner) (زاده ۲۳ مه ۱۸۹۶، مرگ ۱۲ مه ۱۹۶۶) فرمانده آلمان در دوران نازی (دوره رایش سوم) و از ۱ دسامبر ۱۹۴۰ تا ۱ مه ۱۹۴۳ فرمانده لشکر پنجم زرهی اس‌اس وایکینگ بود. در طول جنگ جهانی دوم، او در وافن اس‌اس، شاخه رزمی اس‌اس، خدمت کرد و فرماندهی چندین لشکر و سپاه اس‌اس را بر عهده داشت. او نشان صلیب شوالیه صلیب آهنین با برگ‌های بلوط و شمشیرها را دریافت کرد. وی و پاول هاوسر نقش مهمی در توسعه و تحول وافن اس‌اس به نیروی رزمی‌ای متشکل از داوطلبان و سربازان وظیفه از سرزمین‌های اشغالی و غیر اشغالی بازی کرد.
اشتاینر توسط هاینریش هیملر برای نظارت بر ایجاد و سپس فرماندهی لشکر اس‌اس وایکینگ انتخاب شد. او در سال ۱۹۴۳ به فرماندهی سپاه زرهی سوم اس‌اس ارتقا یافت. در ۲۸ ژانویه ۱۹۴۵، اشتاینر به فرماندهی ارتش زرهی یازدهم اس‌اس که بخشی از گروه ارتش ویستولا بود منصوب شد. این گروه تشکیلات موقتی بود که برای دفاع از برلین در برابر ارتش‌های شوروی که از رود ویستولا در حال پیشروی بودند.
در ۲۱ آوریل ۱۹۴۵ در جریان نبرد برلین، اشتاینر فرماندهی گروه رزمی اشتاینر را بر عهده گرفت. آدولف هیتلر دستور داد که او از شمال شهر با حمله‌ای گازانبری جبهه اول بلاروس را در محاصره بگیرد. اما با توجه به این‌که واحد او به نسبت ده به یک کمتر از طرف مقابل بود اشتاینر در جلسه وضعیت روزانه در پناهگاه پیشوا در ۲۲ آوریل به صراحت اعلام کرد که توانایی انجام حمله متقابل را ندارد.
اشتاینر پس از تسلیم آلمان زندانی شد و تحت تحقیق در خصوص جنایات جنگی قرار گرفت. او با اتهاماتی در دادگاه‌های نورنبرگ روبرو شد؛ اما این اتهامات کنار گذاشته شدند و او در سال ۱۹۴۸ آزاد شد. در سال ۱۹۵۳، سازمان اطلاعات مرکزی آمریکا (سیا) او را برای تأسیس «جامعه مطالعات دفاعی» (Gesellschaft für Wehrkunde) به خدمت گرفت که سازمانی متشکل از افسران سابق نظامی آلمان بود که به عنوان ابزاری تبلیغاتی و اندیشکده نظامی برای تجدید تسلیح آلمان غربی عمل می‌کرد.
اشتاینر به همراه دیگر افسران بلندپایه سابق وافن اس‌اس، یکی از بنیان‌گذاران گروه HIAG بود که یک گروه ذی‌نفوذ بود که به انکارگرایی تاریخی دست می‌زود و در سال ۱۹۵۱ برای بازسازی حقوقی، اقتصادی و تاریخی وافن اس‌اس تشکیل شد. او دو دختر و یک پسر داشت.